# Bahadur
Bahadur es un héroe de acción indio creado por el dibujante Aabid Surti. La editorial Indrajal Comics publicó la serie de historietas sobre Bahadur en 1976 (“The Courageous One in Hindi”), dirigida principalmente a un público adolescente.
La creación de la serie de cómics sobre Bahadur fue acreditada por el mánager de Indrajal Comics. Después de la salida de Surti, Bahadur fue escrito e ilustrado por otros, como Jagit Uppal quien ahora es un célebre astrólogo. 

## El personaje

### Aspecto
Bahadur es alto, con bigote, lleva pantalones azules, cinturón y kurta. Durante el periodo de Jagit Uppal en Indrajal Comics, Bahadur adquirió la musculatura y un traje ajustado que sustituyó a la kurta. 

## La historia
El contexto de la serie de Bahadur refleja los motivos dominantes de los años 70 y 80 en La India. Los enemigos eran bandidos (dracoits), que se ganaban la vida asaltando pueblos circundantes al Valle de Chambal, similar al salvaje oeste estadounidense.
El padre de Bahadur también era un bandido que fue asesinado por la policía, y aunque en un principio buscó venganza, finalmente el trabajo del protagonista consistió en colaborar con la policía, como ojo derecho de la ley. 
A menudo, Bahadur aparecía acompañado por su novia Bela, a la que se le atribuye un papel activo. Poco a poco, ella se convirtió en el centro de muchos de estos tebeos y ocupó las portadas de algunos números de la serie. 